# Weliko Tarnowo

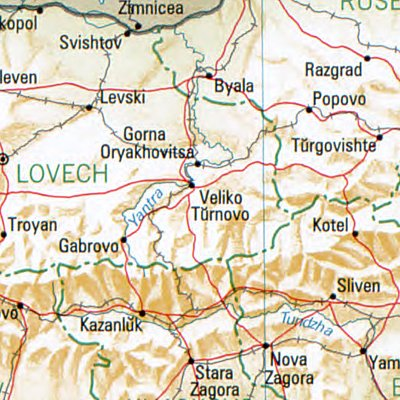
Umgebung von Weliko Tarnowo

Weliko Tarnowo oder Tarnowo [vɛˈliko ˈtɤrnovo] (bulgarisch Велико Търново, auch: Veliko Tarnovo), seltener auch Tirnovo, ist eine Stadt in Bulgarien mit 59.166 Einwohnern (Stand 31. Dezember 2022). Sie ist Verwaltungssitz der gleichnamigen Oblast (Bezirk) sowie der Gemeinde Weliko Tarnowo. Das Oberzentrum liegt im nördlichen Teil des Balkangebirges an der Jantra. Weliko Tarnowo war Hauptstadt des Zweiten Bulgarischen Reiches. Die Stadt ist ein wichtiger Verkehrsknoten an der bulgarischen Nord-Süd-Route; sie verfügt über den Flughafen Gorna Orjachowiza; sie trägt Züge einer Industriestadt (Nahrungs- und Genussmittel, Maschinenbau, Textilindustrie), ist aber auch ein kulturelles Zentrum mit Hochschulen, Theater, Gemäldegalerie und Museen.

## Geographie
Tarnowo liegt an den steilen Nordhängen des Balkangebirges, wo sich der Fluss Jantra eine tiefe in Mäandern verlaufende Schlucht durch das Gestein herausgearbeitet hat. Durch die Fluss-Erosion sind mehrere größere Hügel entstanden wie der Zarewez, der Trapesiza oder der Sweta Gora (deutsch: heiliger Berg). Auf dem Zarewez entstand auch die erste kleine Festungsanlage, um die herum sich in Jahrhunderten der heutige Ort entwickelte.
Nachbarorte von Weliko Tarnowo sind: Gorna Orjachowiza, Lewski, Swischtow, Bjala, Rasgrad, Popowo, Targowischte, Kotel, Sliwen, Nowa Sagora, Stara Sagora, Kasanlak, Gabrowo, Trojan.

## Geschichte
Der Name der Stadt wechselte in den unterschiedlichen Epochen von Tarnowo, Tarnowgrad über Tarnowo (bis 1965) zu Weliko Tarnowo, was auf Bulgarisch Großes oder Ruhmreiches Tarnowo bedeutet. Die Bezeichnung geht auf die Geschichte der Stadt im Mittelalter zurück, als Tarnowo Hauptstadt des Bulgarischen Reiches war.

### Vorgeschichte
Frühe Siedlungsspuren auf dem Gebiet der heutigen Stadt stammen aus der Bronzezeit (13. Jahrhundert v. Chr.); sie wurden auf dem Zarewez-Hügel gefunden. Auch auf dem Hügel Trapesiza hat man bronzezeitliche Spuren gefunden. Aus thrakischer Zeit gibt es in der Umgebung archäologische Fundstellen.

### Antike
Während der Römerzeit wurde der Ort (1. bis 6. Jahrhundert n. Chr.) befestigt. Den Römern folgten die Byzantiner, später besiedelten Slawen das Gebiet.

### Mittelalter

Die Stadt im Mittelalter

1185 trat Tarnowo (auch Tarnowgrad genannt) in die Geschichte ein, als die beiden Boljarensöhne und späteren Zaren Assen und Peter in der Sweti-Georgi-Kirche das bulgarische Volk zum Kampf gegen Byzanz aufriefen. Der Aufstand dauerte zwei Jahre und endete mit der Unabhängigkeit Nordostbulgariens und dessen Anerkennung durch Byzanz. Weliko Tarnowo wurde nach Pliska, Weliki Preslaw und Ohrid von 1187 bis 1393 zur vierten Hauptstadt des Bulgarischen Reiches und erlebte im 13. und 14. Jahrhundert eine Blütezeit.
Schon vor der Gründung des Zweiten Bulgarenreichs existierte auf dem Hügel Zarewez eine Burg der Feudalherrscher Petar und Iwan Assen. Aus dieser Anlage entwickelte sich in den folgenden Jahrzehnten das Zarenschloss. Im 13. und 14. Jahrhundert erweiterte sich die Innenstadt auf drei befestigte Hügel – Zarewez (der Berg der Zaren), Trapesiza und Sweta Gora – und auf der Momina Krepost (Frauenfestung) entstanden neue Außenbezirke. Auch zwischen den Hügelplateaus im Jantratal entstanden neue Stadtviertel wie das Assenenviertel, das Judenviertel oder das Frankenviertel. Die Stadt entwickelte sich zum politischen, religiösen und kulturellen Mittelpunkt des bulgarischen Feudalstaates.
Der wichtigste Ort in Tarnowgrad war der Hügel Zarewez. In der Festungsanlage konzentrierte sich die Staatsverwaltung. Die Festungsanlage besaß ein kompliziertes Fortifikationssystem und in ihrem Inneren gab es Handwerker- und Wohnviertel, Kirchen und Klöster. Auf dem höchsten Teil des Plateaus wurden die repräsentativen Paläste des Zaren und des Patriarchen errichtet. Auf dem benachbarten Hügel Trapesiza waren die prachtvollen Besitztümer der Boljaren (Aristokraten). Auf dem Hügelplateau Sweta Gora wurden weitere Klöster und Kirchen gebaut, die zum geistigen und kulturellen Zentrum des bulgarischen Staates aufstiegen. Im größten von ihnen, dem Gottesmutter-Kloster (Sweta Bogorodiza Odigitria), entwickelten die Gelehrtenschule und die Malschule von Tarnovo eine rege Tätigkeit. Heute steht auf dem ehemaligen Platz des Klosters die Universität Kyrill und Method.

Bulgarien unter Iwan Assen II.

Nach und nach gelang es den bulgarischen Zaren, die feudale Zersplitterung des Landes zu überwinden. Iwan Assen II. eroberte Makedonien, Thrakien wie auch andere Gebiete für das Bulgarische Reich zurück, so dass es um die Mitte des 13. Jahrhunderts erneut der größte Staat auf der Balkanhalbinsel war. Die politische und militärische Stärke Bulgariens wurde durch den Bau von zahlreichen Kirchen, Klöstern und Palästen kulturell weiter verfestigt. Tarnowo galt im Mittelalter als einer der wichtigsten Pilgerorte auf der Balkanhalbinsel. Zahlreiche Reliquien von Heiligen, darunter die des Sava von Serbien, des Demetrios von Thessaloniki und Iwan Rilski wurden hier beigesetzt. Auf die auch Goldenes Zeitalter genannte Ära von Iwan Assen II. folgte eine Zeit innerer Spannungen und Unruhen.
Als 1277 ein großer Bauernaufstand ausbrach, öffneten die Einwohner Weliko Tarnowos im Frühjahr 1278 dem Bauernführer Ivajlo die Tore der Hauptstadt und krönten ihn zum Zaren. Während der Tatarenstürme in der nachfolgenden Zeit rettete sich die Bevölkerung der Umgebung mehrmals hinter die dicken Festungsmauern Tarnowos. Unter dem Zaren Iwan Alexander erreichten das bulgarische Reich und die Kunstschule von Tarnowo letzte glanzvolle Tage. Hier wirkten die großen Bulgaren des Mittelalters, der Patriarch Eftimij, Theodosios von Tarnowo, die Mönche Kiprian, Grigorij Camblak und Konstantin Kostenezki (die die literarischen Errungenschaften der bulgarischen Literatur auch nach Serbien und Russland brachten). Dort stellten sie das Fundament der literarischen Entwicklung dar, so dass von einem Zweiten Südslawischen Einfluss auf die Ukraine und Russland gesprochen werden kann.

### Im Osmanischen Reich
Fortdauernde innere politische Kontroversen und Auseinandersetzungen mit Serbien führten schließlich zu einer solchen Schwächung des Reiches, dass die Truppen des Osmanischen Reiches im Juli 1393 trotz Widerstandes nach dreimonatiger Belagerung Weliko Tarnowo einnehmen und zerstören konnten. Ein Teil der Bevölkerung, darunter die Würdenträger, wurde massakriert, ein weiterer zwangsausgesiedelt (sürgün).
Tirnowo, wie die Eroberer die Stadt nun nannten, wurde als Kleinstadt Zentrum einer Kaaza (Gemeinde) mit mehrheitlich moslemischer Bevölkerung. Die Kaaza wurde im Sandschak Nikopol administrativ eingegliedert. Die erhalten gebliebenen Kirchen wurden von den neuen Herrschern in Moscheen und Pferdeställe umfunktioniert. So wurde aus der Kirche der Heiligen Vierzig Märtyrer die Kawak Baba Tekke. Es dauerte Jahrhunderte, bis sich die Stadt erholen konnte. Osmanische Steuerregister (Defter) aus dem 15. und 16. Jahrhundert geben die Einwohnerzahl um 4600 an, Ein Drittel davon waren Moslems. Erst in der spätosmanischen Zeit begann die Stadt erneut eine wichtige Rolle zu spielen.

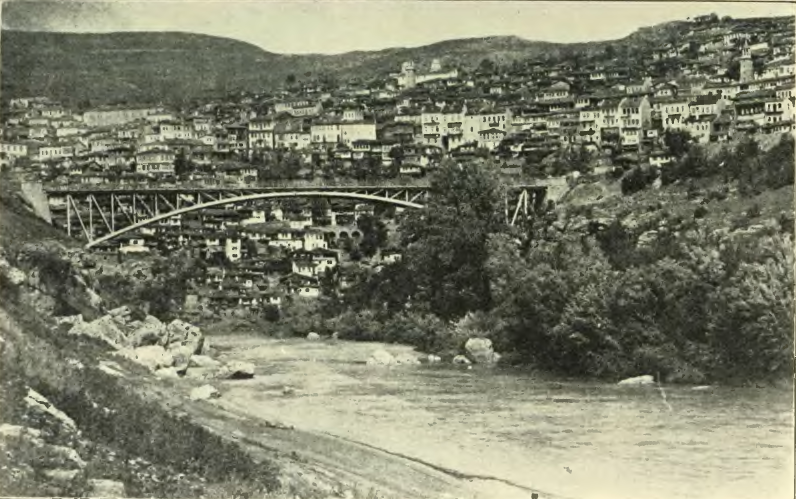
1914 Weliko Tarnowo

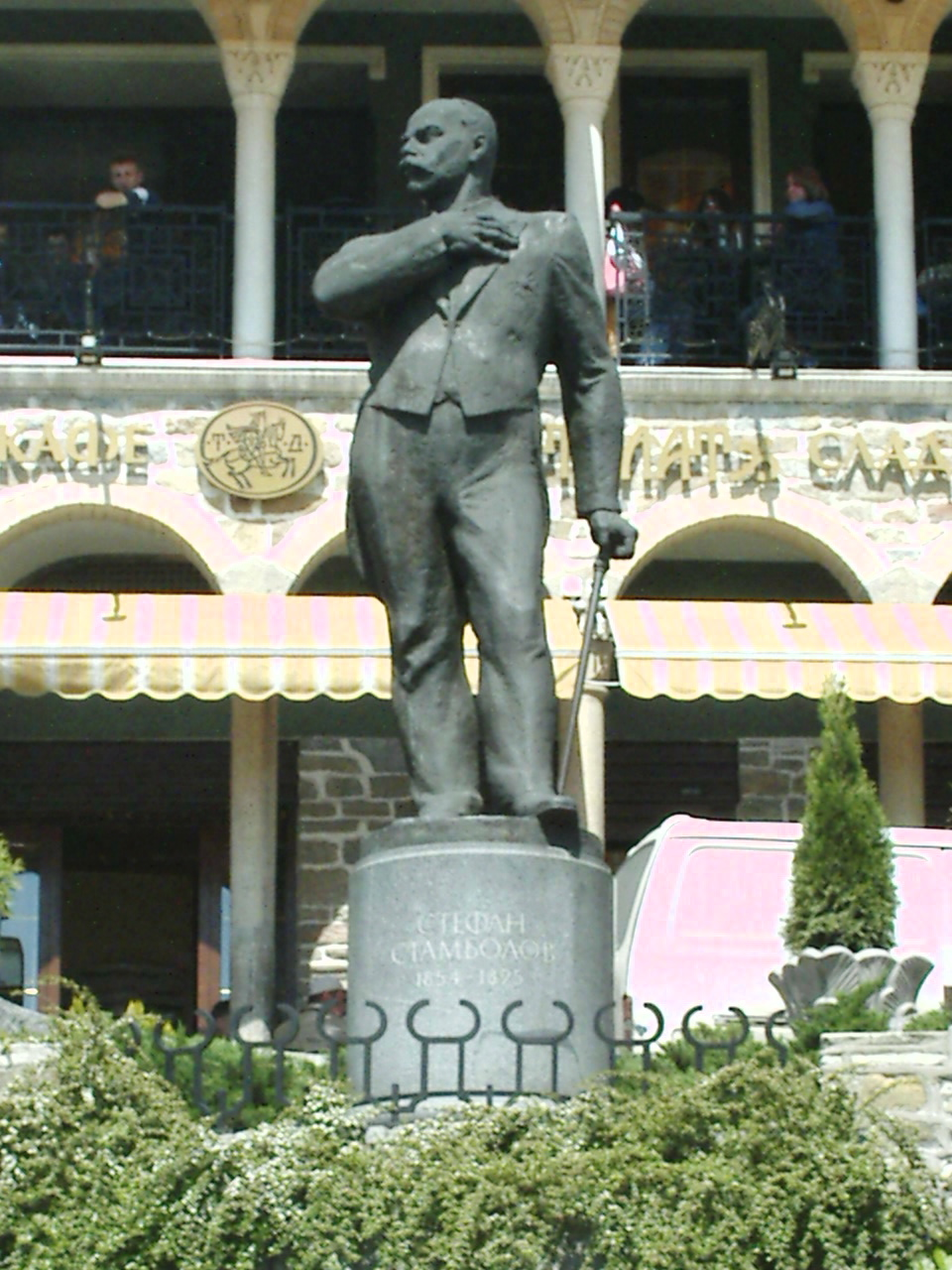
Statue von Stefan Stambolow

Die Stadt blieb jedoch immer ein Unruheherd, ständig gingen von hier Aufstandsversuche aus, der erste 1598 (Erster Aufstand von Tarnowo). Der Zweite Tarnowo-Aufstand fand unter der Leitung des Prinzen von Tarnowo, Rostislaw Stratimirowitsch statt, war jedoch wie die folgenden (Aufstand von Tarnowo von 1700, der Weltschower-Aufstand von 1835, die Erhebung des Hauptmanns Djado Nikola (1856) und der Aufstand von Chadschi Stawrew im Jahr 1862) erfolglos. Ende des 18. Jahrhunderts gab es in der Stadt 11 Kirchen und 3 Klöster.
Während der Bulgarischen Wiedergeburt und im Zuge des Kampfes um eine autokephale bulgarische Kirche brach 1838 in Tarnowo ein Aufstand gegen den griechischen Bischof Philaret aus. Die Architektur der Altstadt ist noch heute durch Gebäude aus dieser Zeit geprägt.

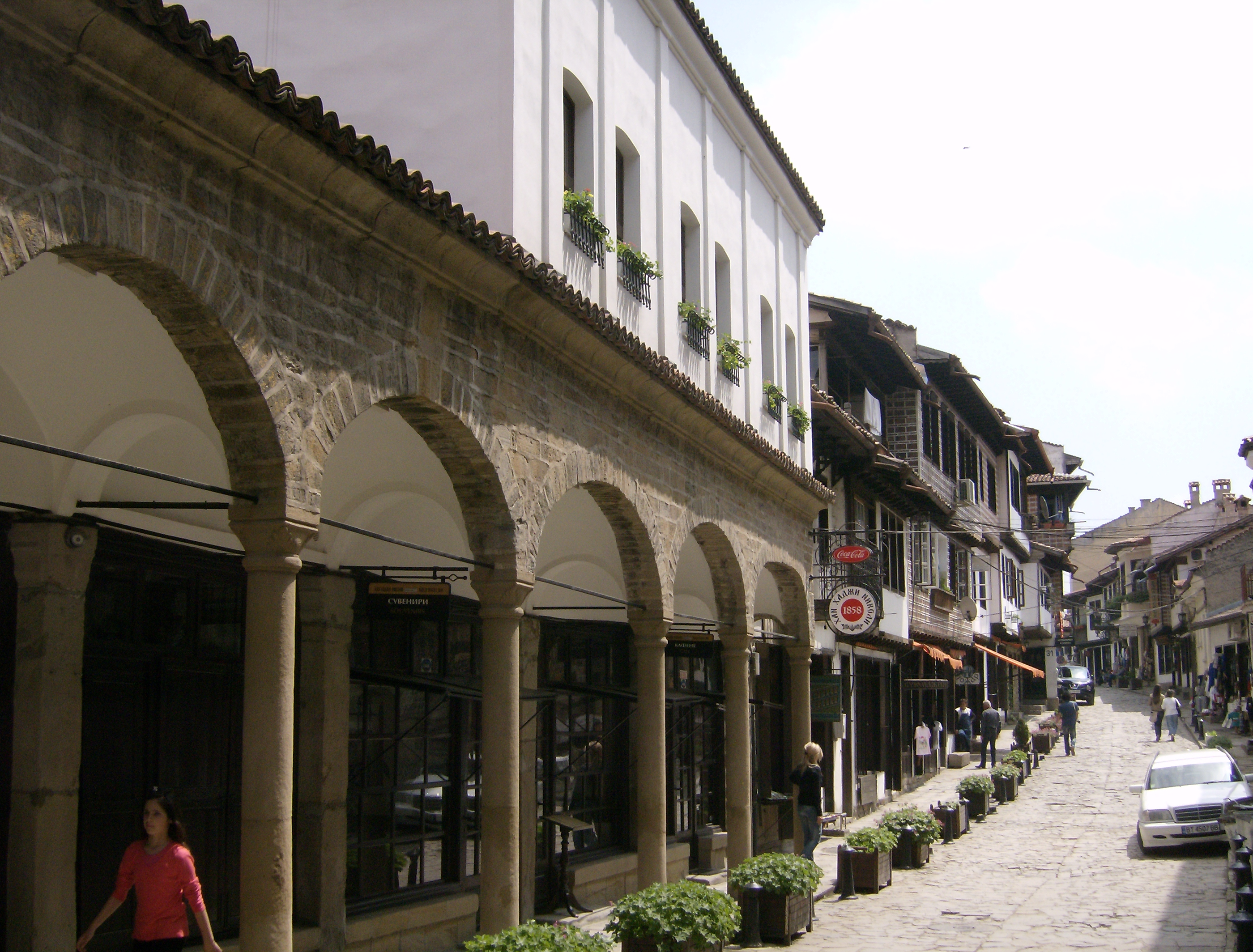
Samovodska charshiya

1864 wurde Tirnowa nach der Gründung der Provinz Vilâyet Tuna zum Zentrum eines Sandschaks. Laut dem offiziellen Jahrbuch der osmanischen Regierung von 1872 gab es in der Stadt 22 Moscheen.
Während des Aprilaufstands von 1876 wurde Weliko Tarnowo Zentrum des „Ersten Revolutionären Region von Tarnowo“. Diese Revolutionäre Region umfasste die Gebiete um Weliko Tarnowo, Gorna Orjachowiza, Sewliewo, Gabrowo und Trojan. Hauptverantwortlicher war der Apostel und spätere Ministerpräsident Stefan Stambolow gemeinsam mit Christo Karaminkow-Bunito und Georgi Izmirliew-der Makedone, als Stellvertreter. Nach der blutigen Niederschlagung wurden in der Stadtmitte die Revolutionäre Batscho Kiro, Zanko Djustabanow und viele andere Freiheitskämpfer durch den Strang hingerichtet.
Zu dieser Zeit existierten in Tirnowa 1,008 Läden, 9 Hane (Karawansereien) und 3 Badehäuser (Hamams).
Weliko Tarnowo wurde im Zuge des Russisch-Türkischen Krieges von 1877/78 am 7. Juli 1878 durch die russische Armee befreit.

### Im unabhängigen Bulgarien
Vom 10. Februar bis 16. April 1879 wurde in der Stadt die Verfassung von Tarnowo, erste demokratische Verfassung für Bulgarien, ausgearbeitet. Am 17. April 1879 konstituierte sich die Erste Große Gesetzgebende Versammlung des Landes in der Stadt, um ein Staatsoberhaupt zu wählen. Am 27. Juli 1879 wurde Alexander von Battenberg hier zum Fürsten von Bulgarien ausgerufen.

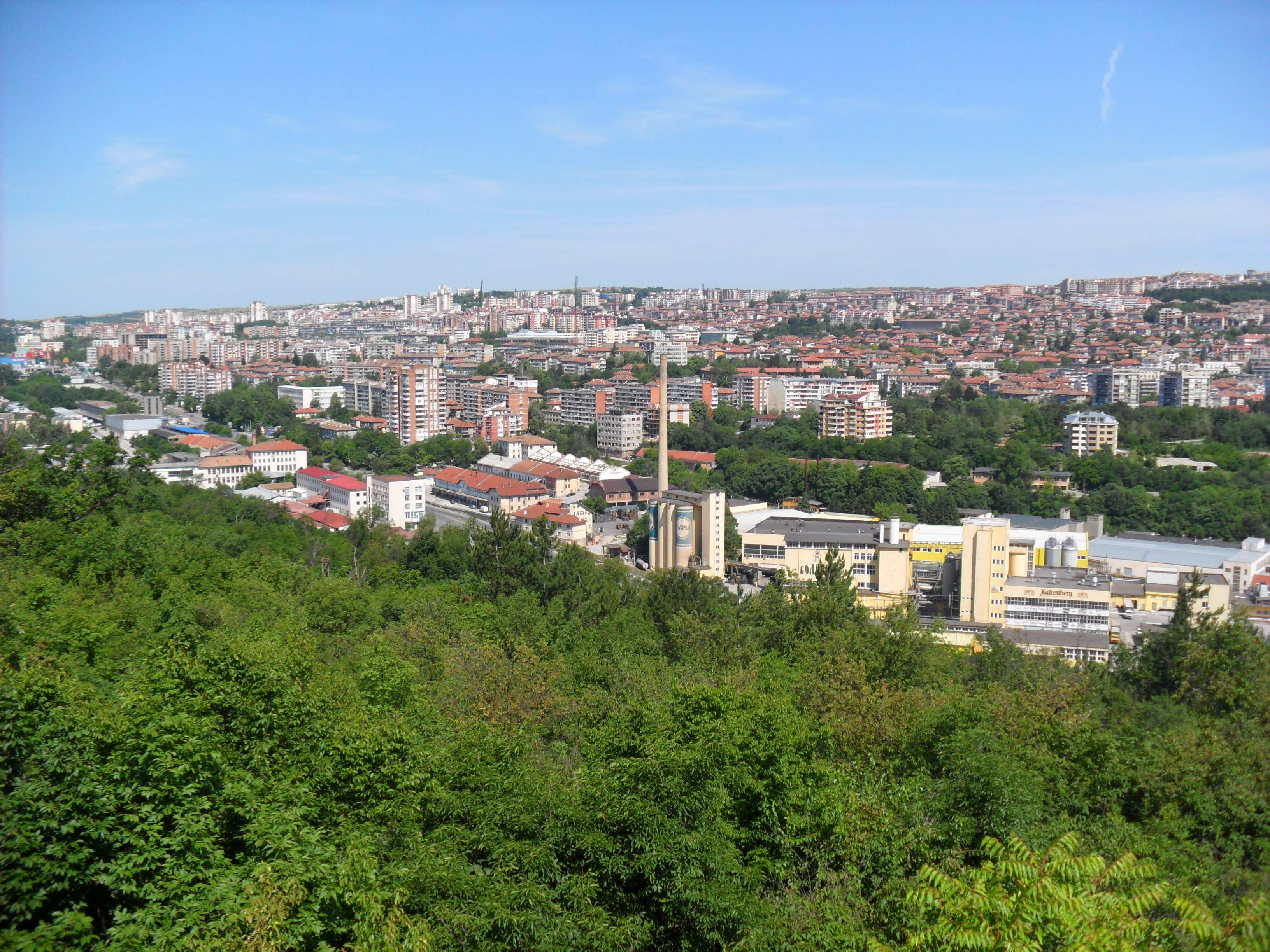
Weliko Tarnowo

Als Reaktion gegen die Entscheidungen des Berliner Kongresses (1878), wurde in Weliko Tarnowo das erste Komitee „Edinstwo“ (Единство/Einheit) unter anderem von Stefan Stambolow ins Leben gerufen. Die Komitees hatten sich das Ziel gesetzt, diese Entscheidungen von Berlin zu revidieren und „Bulgarien in seine nationale Grenzen vom Frieden von San Stefano wiederherzustellen“. Eine ihrer ersten Handlungen war die Vorbereitung und Durchführung des Kresna-Raslog-Aufstandes (1878).
Hatte Tirnowa Mitte des 17. Jahrhunderts noch ca. 5000 Einwohner, so wurden es Mitte des 19. Jahrhunderts ca. 12.000; im Jahre 1900 waren von denen 11.628 Bulgaren, 748 Türken, 52 Armenier und 23 Roma und Sinti. 1976 hatte die Stadt 58.096 Einwohner.
| Jahr      | 1878  | 1900   | 1959   | 2001   | 2003   | 2007   | 2014   |
| --------- | ----- | ------ | ------ | ------ | ------ | ------ | ------ |
| Einwohner | 5.700 | 12.000 | 25.170 | 66.998 | 67,000 | 71.275 | 73.406 |

## Wirtschaft und Infrastruktur

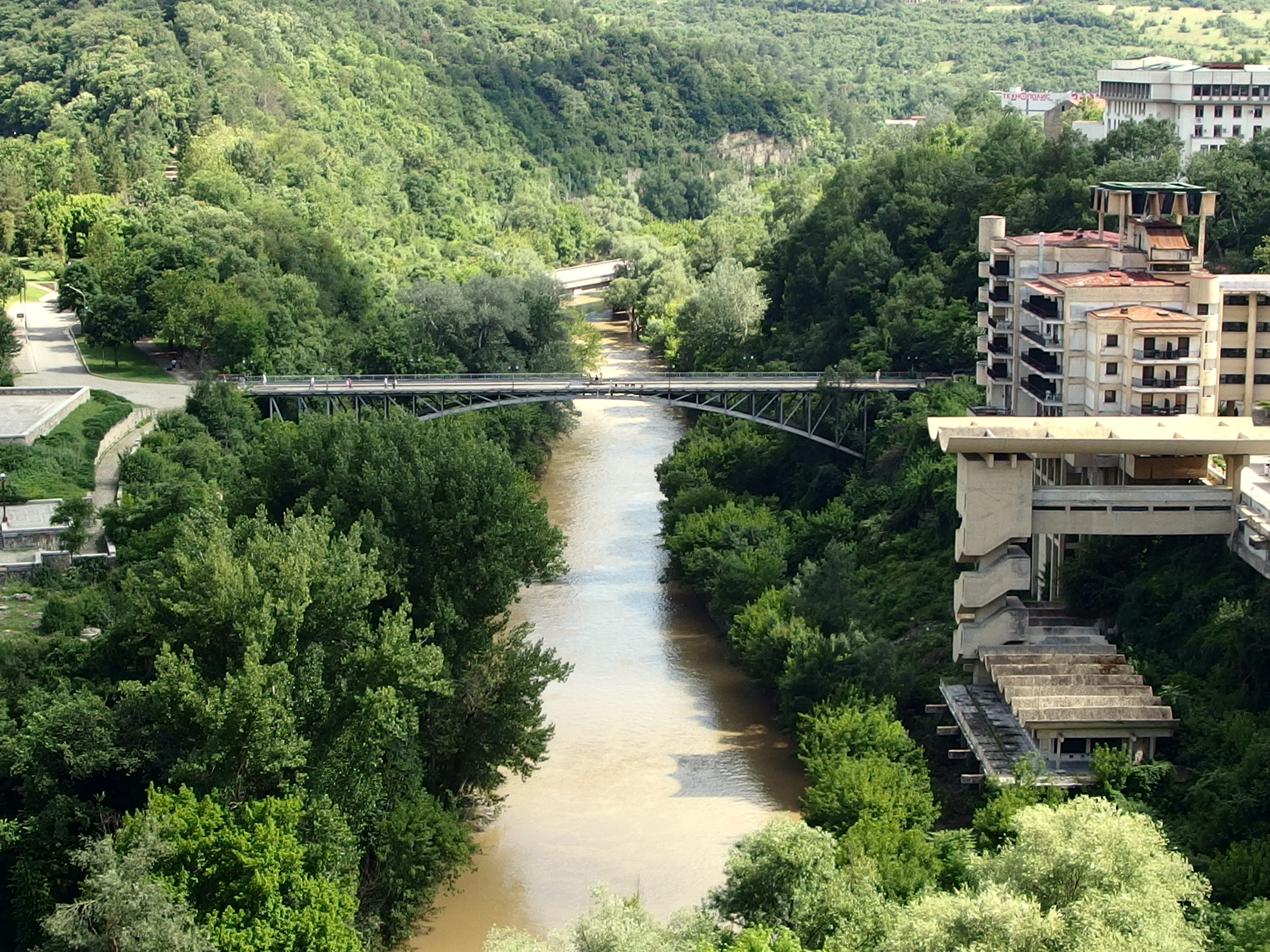
Brücke Stefan Stambolow

In den 1860er-Jahren entstanden in Tarnowo erste Produktionsstätten für Seide, Spiritus, Papier oder Seife. Der darauf beruhende rege Warenhandel und der Weinbau spielten eine bedeutende Rolle. Im 20. Jahrhundert war Tarnowo bereits zu einer einflussreichen Industriestadt herangewachsen, es wurden Lederwaren, Textilien und Nahrungsmittel produziert. Weinbau und Seidenraupenzucht gab es weiterhin. Wirtschaftlich wichtig war auch das Brauereiwesen, die Fleischerzeugung, Mühlenerzeugnisse einschließlich Teigwarenherstellung.

## Transport

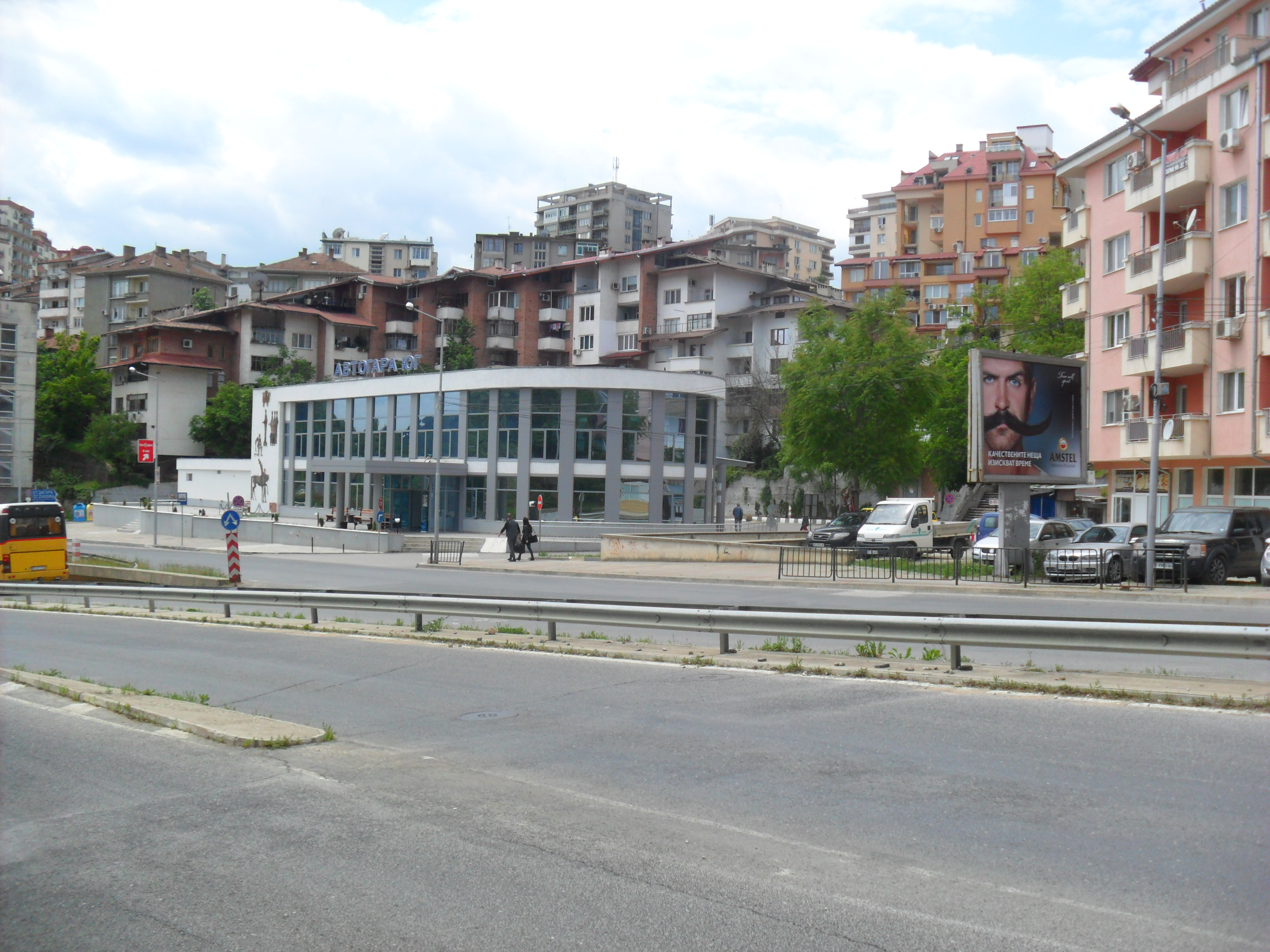
Busbahnhof

- Bahnhof Weliko Tarnowo (errichtet 1900)
- Busbahnhof Weliko Tarnowo (errichtet 1950)

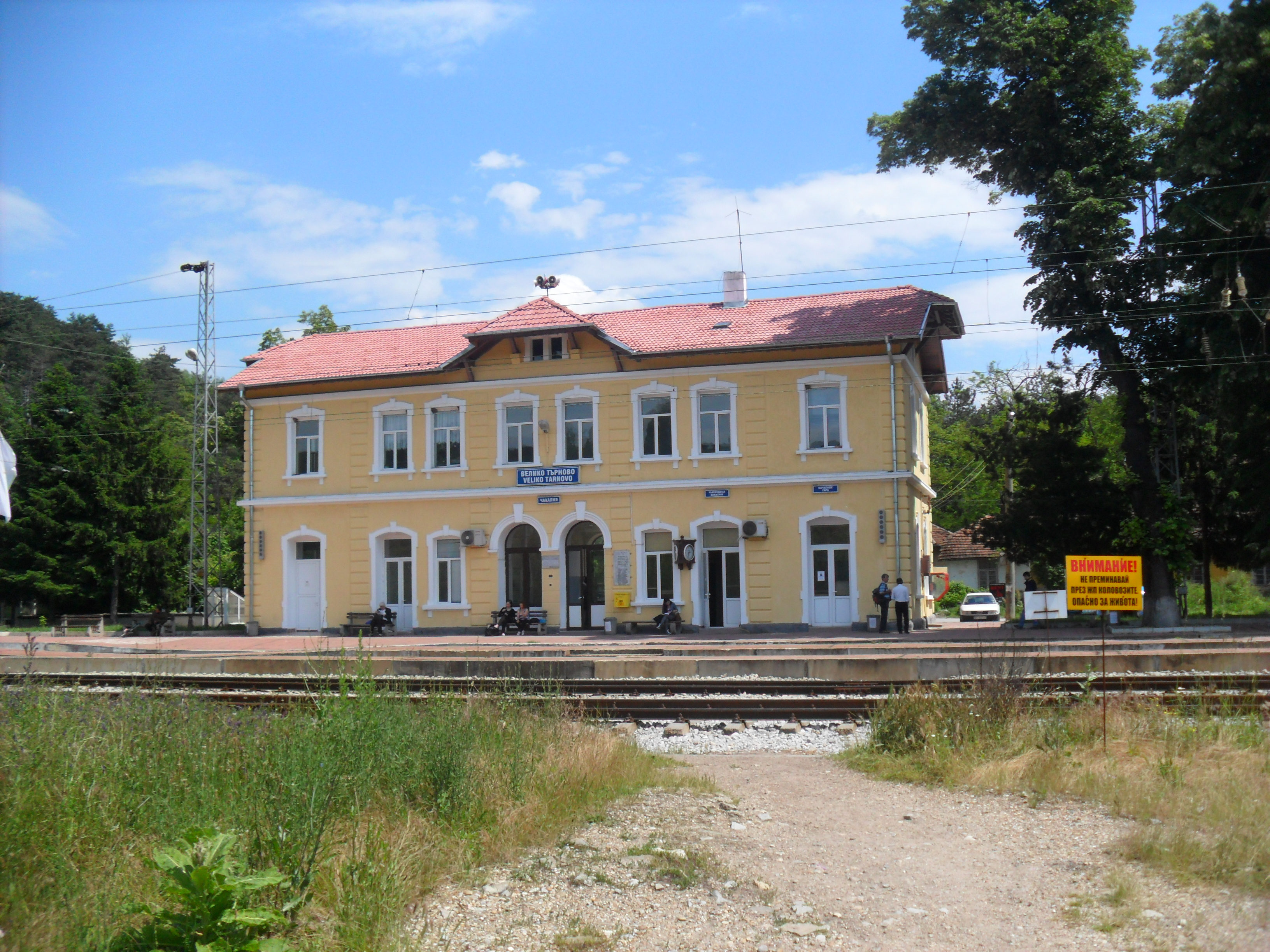

## Bildung, Kultur und Sport
Weliko Tarnowo war Wiege vieler bedeutender Schulen in der Literatur, Baukunst und Malerei. Besonders zu nennen ist die Kunstschule des 19. Jahrhunderts, die auf die Stilepoche der Nationalen Wiedergeburt großen Einfluss ausübte.
Heute gibt es in der Stadt die St.-Kyrill-und-Method-Universität mit einem breiten fachlichen Angebot. Darüber hinaus verzeichnet das Adressbuch die Militäruniversität Wassil Lewski, eine Pädagogische Hochschule, 18 Gymnasien sowie zwei pädagogische Schulen, und schließlich je eine Fachschule für Ökonomie, Medizin und Bauwesen.

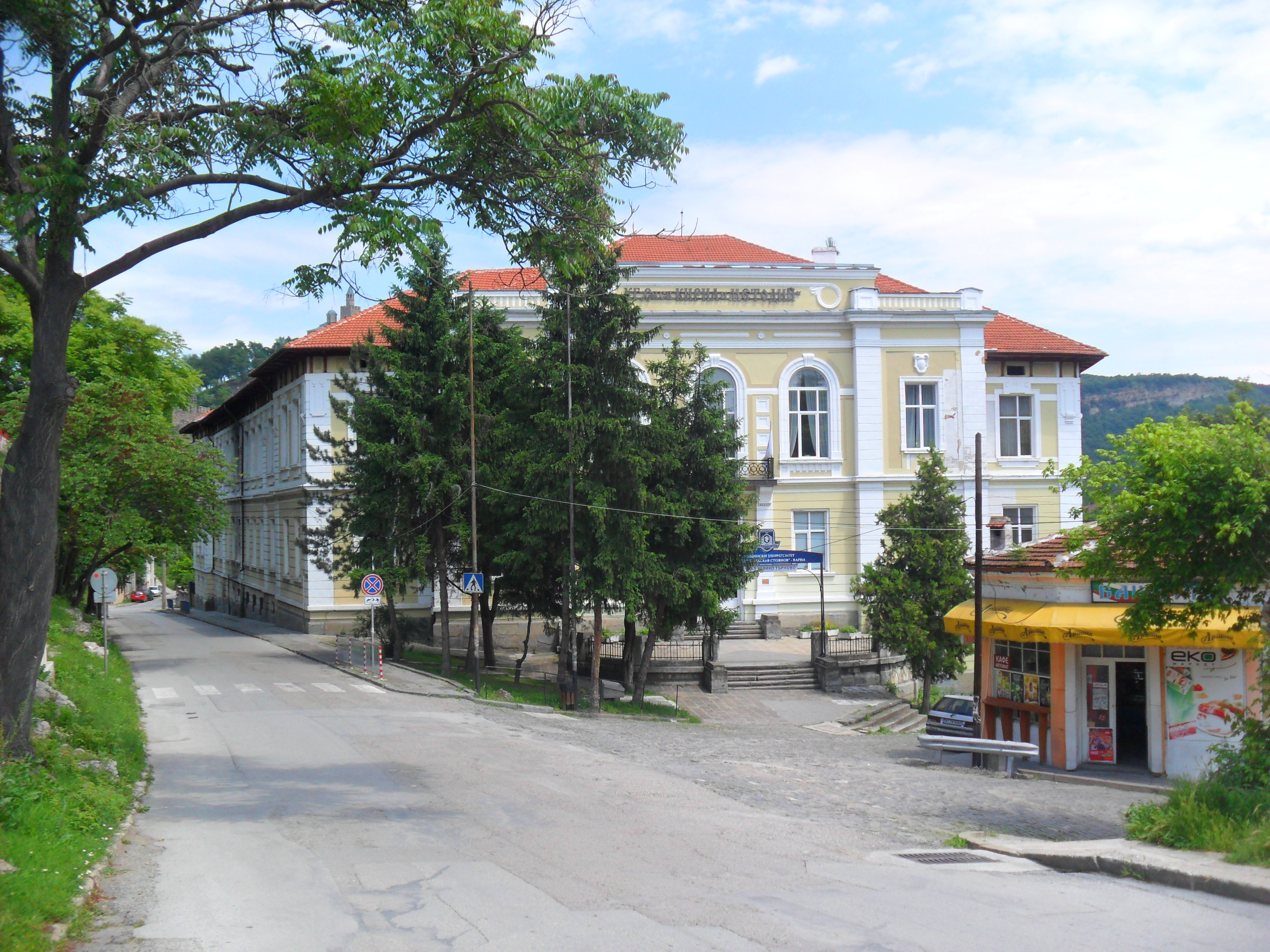
Erstes Gymnasium

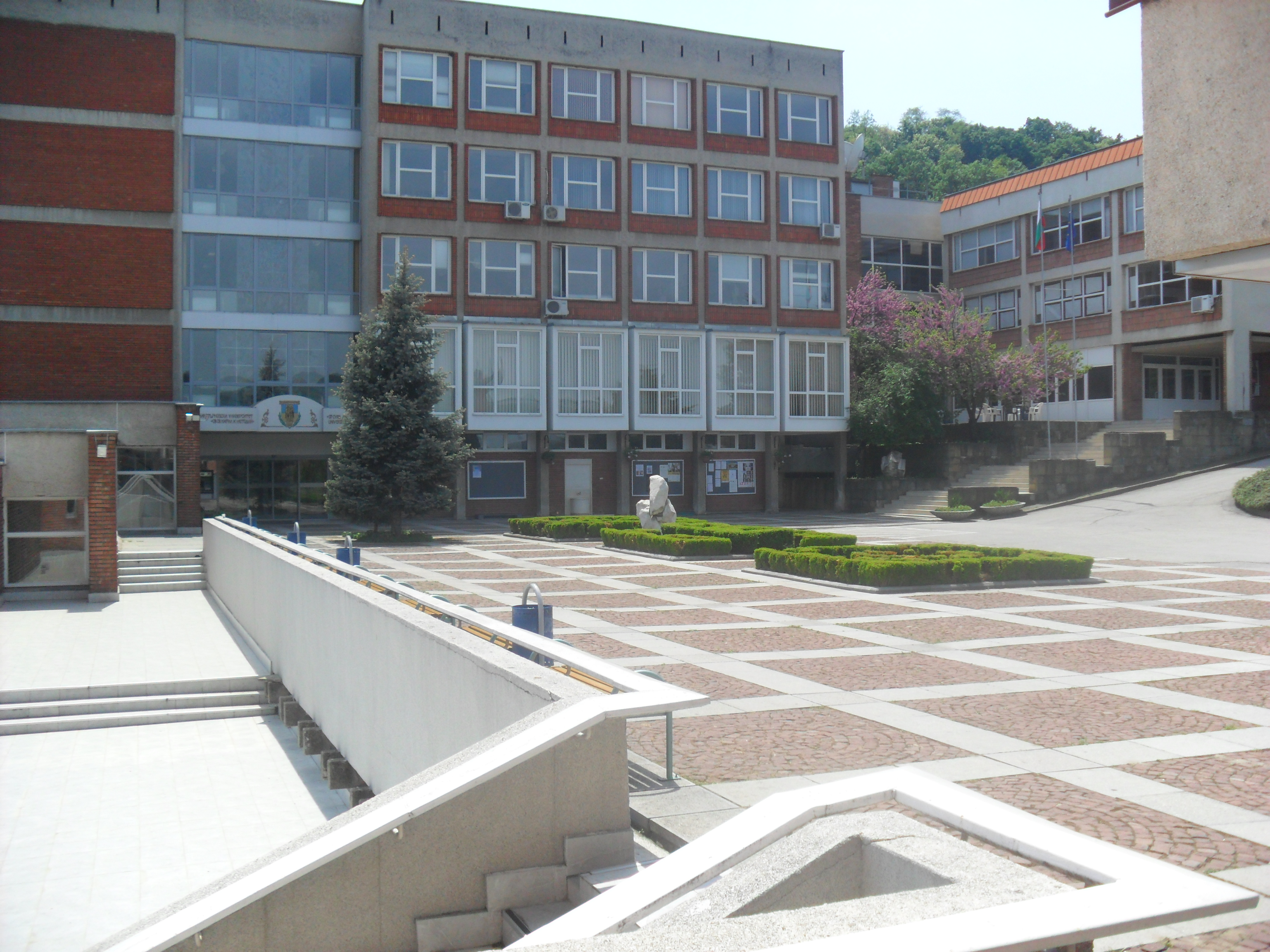
Universität Weliko Tarnovo

Folgende Kultureinrichtungen stehen den Bewohnern und Touristen zur Verfügung:
- Staatliches Schauspielhaus Konstantin Kissimow
- Laien-Oper
- Operettentheater
- Freilichttheater im Park Tolbuchin
- Sinfonieorchester
- zahlreiche Tanz- und Gesangsensembles
- Gemäldegalerie
- Bezirksmuseum und
- die Petko-Slawejkow-Bibliothek
- ein Sportstadion mit 15.000 Plätzen.

Insgesamt sind 15 Museen in der Stadt beheimatet.

## Sehenswürdigkeiten und Bauwerke

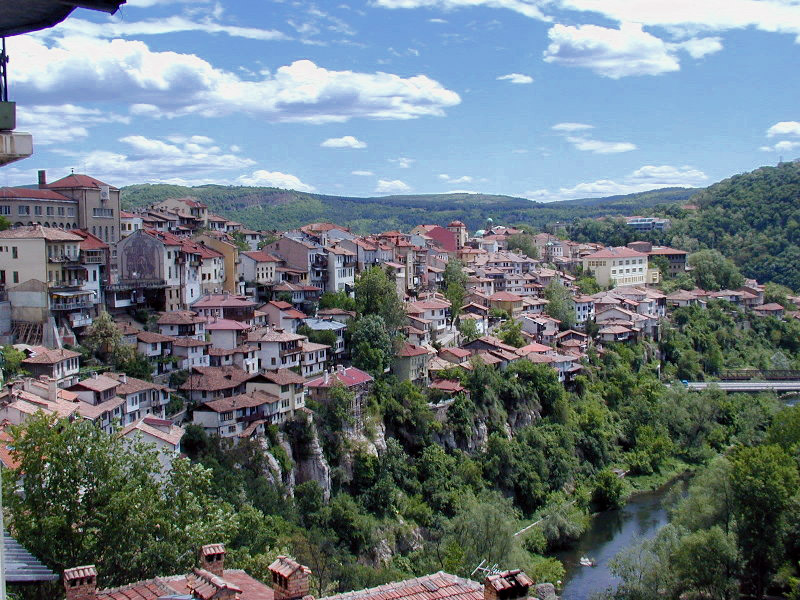
Die Jantra in Weliko Tarnowo

Wegen der besonderen Lage am felsigen Steilufer und im Hinterland des Jantraflusses, wegen der historischen Traditionen und der Architekturdenkmäler ist Weliko Tarnowo auch ein bevorzugtes Touristenziel. Während die heutige Bebauung der Altstadt mit ihren Einfamilien- und Reihenhäusern vornehmlich aus der Zeit der Bulgarischen Wiedergeburt stammt, trifft man vor allem in den Außenbezirken modernere Gebäude. Auch der bekannteste bulgarische Architekt dieser Zeit, Kolju Fitscheto, arbeitete hier.

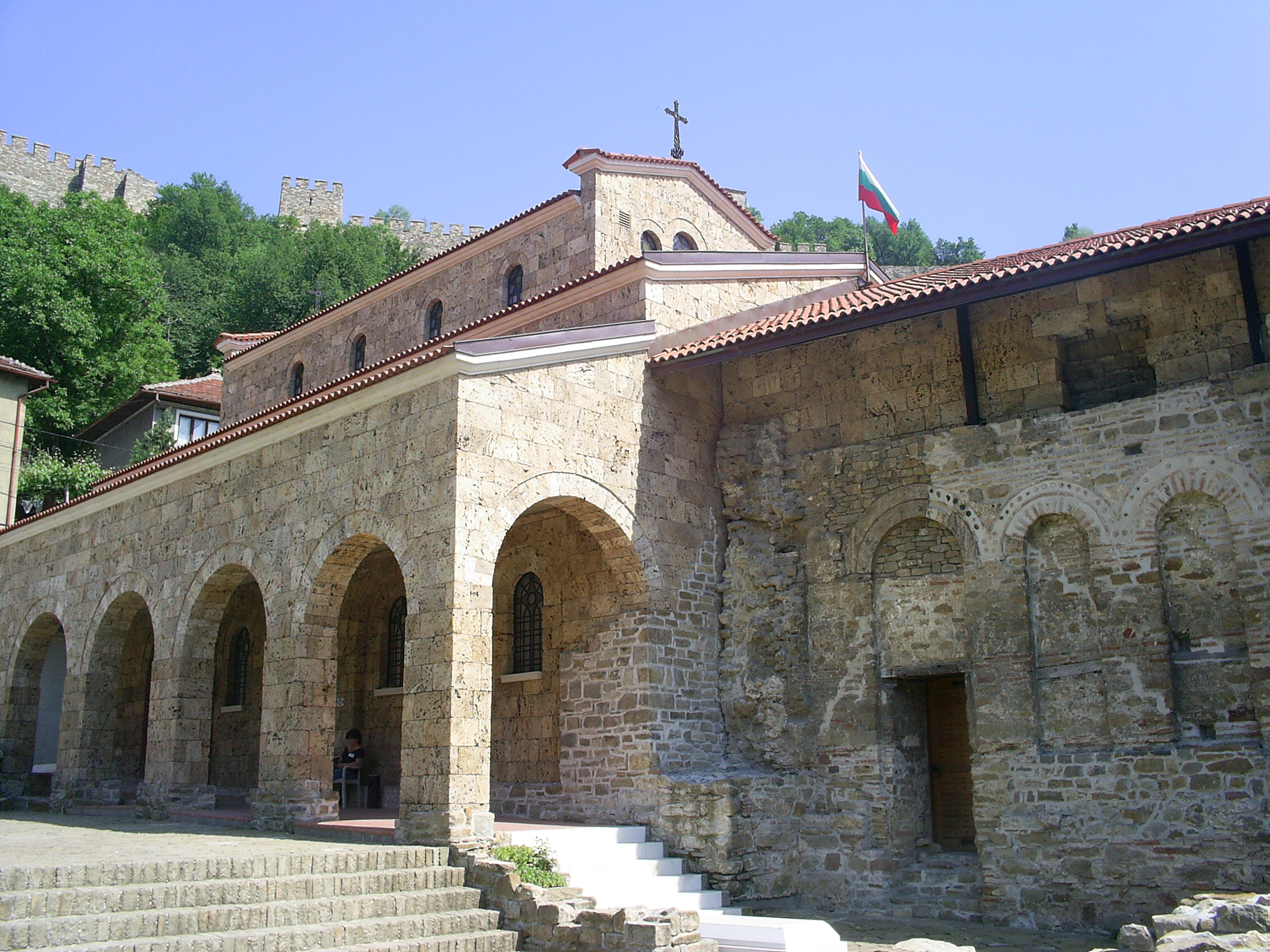
Die Kirche der „Heiligen Vierzig Märtyrer“, Grabeskirche der Zarenfamilie

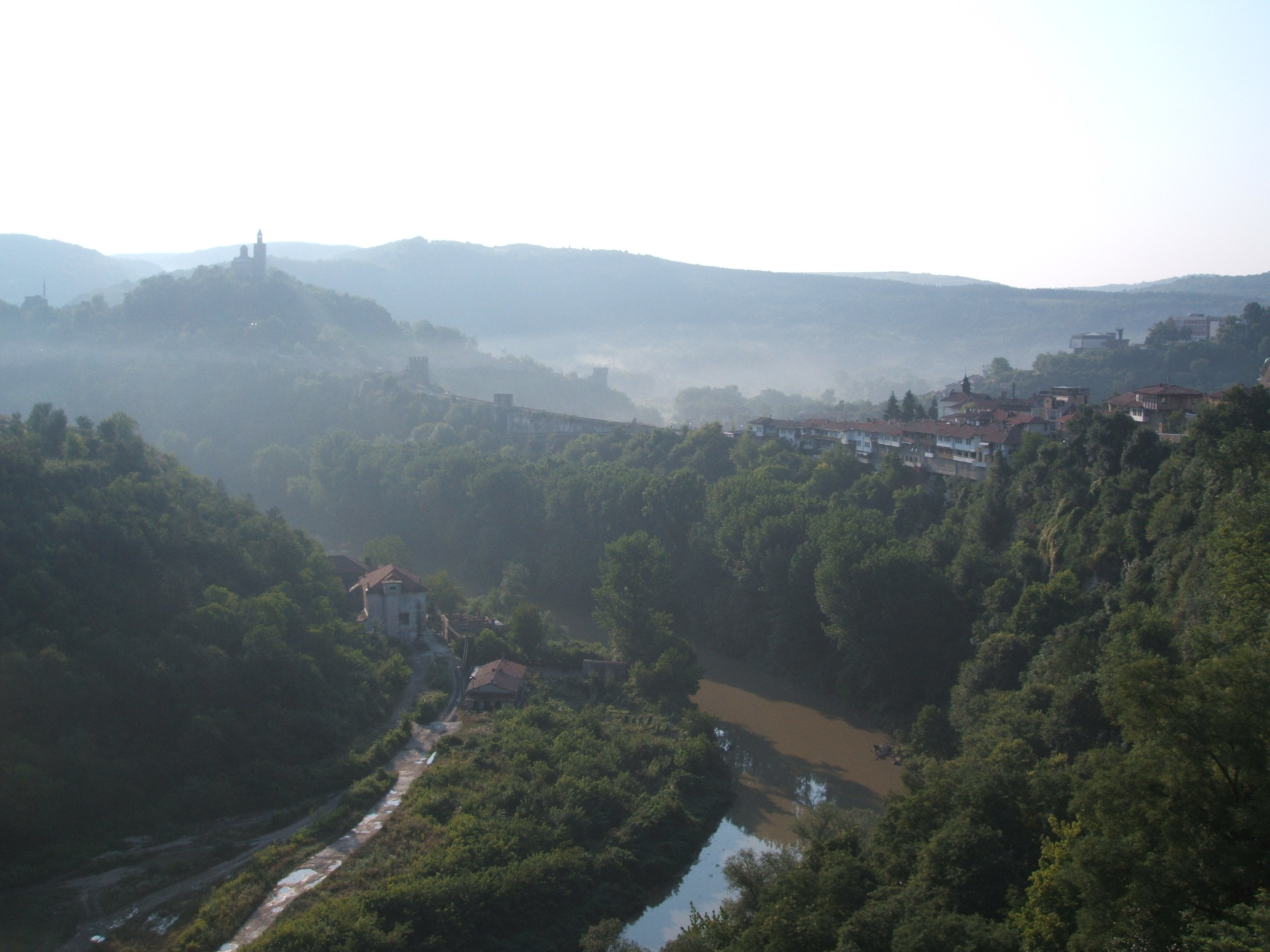
Blick auf die Festung Zarewez

### Kirchen

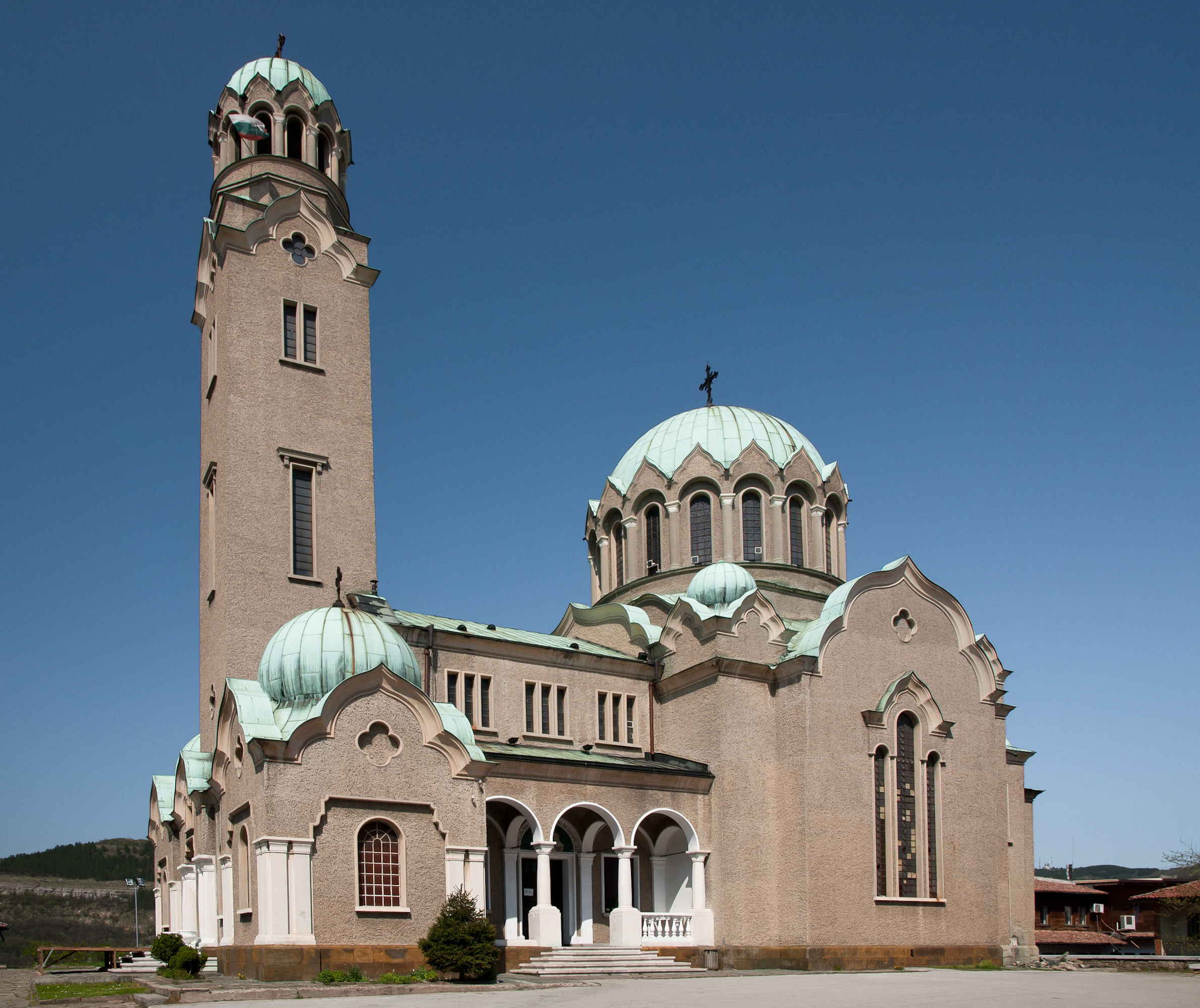
Dom orthodoxe Kirche jungfräuliche Geburt

Von den insgesamt 18 Gotteshäusern sind die folgenden hier ausgewählt:
- Kirche Dimitar Solunski

auch Zarenkirche genannt, weil hier die bulgarischen Herrscher Assen, Petar und Kalojan gekrönt worden sind
- Petrus-und-Paulus-Kirche (bulg. Свети Петар и Павел)

Gut erhaltenes architektonisches Zeugnis aus dem Tarnowgrad des 13./14. Jahrhundert
- Heiliger-Konstantin-und-Elena-Kirche (bulg. Свети Константин и Елена)

nach Plänen des Baumeisters Kolju Fitscheto
- Sweti-Georgi-Kirche (bulg. Свети Георги)
- Sweti-Dimitar-Kirche (bulg. Свети Димитър)

Die Kirche wurde 1185 erbaut und nach dem Heiligen Demetrios von Thessaloniki benannt. Zeitweilig, während der Herrschaft von Iwan Assen II., wurden die Reliquien von Thessaloniki hier aufbewahrt. Die Kirche ist ein einschiffiger Kuppelbau mit einem W-Turm über dem gewölbten Narthex. Die Außenfassaden sowie der Tambour sind durch Blendbögen gegliedert. Das Mauerwerk ist in Mischtechnik mit Keramikinkrustationen verziert. Zusätzlich wurde die Kirche im 12. und 16. Jahrhundert mit Fresken ausgemalt. 1913 durch ein Erdbeben wurde die Kirche bis auf den Ostteil zerstört, jedoch 1981 wiederaufgebaut.
- Sweta-Petka-Kirche (Palastkirche)
- Klosterkomplex der Heiligen Vierzig Märtyrer (bulg. Свети 40 Мъченици)

Die Klosteranlage wurde im 13. Jahrhundert südlich vom Zarewez am rechten Ufer der Jantra erbaut. Bereits im 14. Jahrhundert, nach dem Fall Bulgariens unter osmanisch-türkischer Herrschaft, wurde sie zerstört und wenig später in eine Moschee mit Derwischkloster umgewandelt. Der noch nicht völlig ausgegrabene und erforschte Komplex der Großen Lawra von Tarnowo enthielt neben mehreren Klosterbauten das Katholikon (die Hauptkirche), eine dreischiffige Säulenbasilika (die heute Heilige Vierzig Märtyrer heißt). Die Basilika wurde 1230 erbaut und etwas später im Anschluss an den Narthex durch einen weiteren Bau, der als zusätzlicher Raum oder Mausoleum diente, ergänzt. Das Kircheninnere wird durch die Memorialsäulen Khan Omurtags und des Zaren Iwan Assen II. beherrscht. Von der ursprünglichen Ausmalung aus der Gründungszeit sind wenige Reste im Narthex erhalten. In den letzten Jahren wurden einige Fragmente der Bemalung des W-Baus (Mitte 13. Jahrhunderts) freigelegt, die dem malerischen Stil der Tarnowo Kunstschule angehört.
In der Basilika Heilige Vierzig Märtyrer wurden im Mittelalter die Zarin Anna Maria von Ungarn und Irene Angelos Komnene, beide Ehefrauen von Iwan Assen II., der Heilige Sava von Serbien, sowie viele weitere Angehörige der Zarenfamilien beigesetzt. 2007 wurden auch die bei Ausgrabungen gefundenen Gebeine der Zaren Kalojan und Michail III. Schischman hinzugefügt.
- Auch in der Umgebung der Stadt befinden sich zahlreiche mittelalterliche Klosteranlagen, die teilweise wieder aufgebaut wurden. Dazu gehören das Preobraschenie (Verklärung des Herrn), Kilifarewo, Sweta Troica (Heilige Dreifaltigkeit)-Kloster und die zahlreichen Klöster und Kirchen im Dorf Arbanasi.

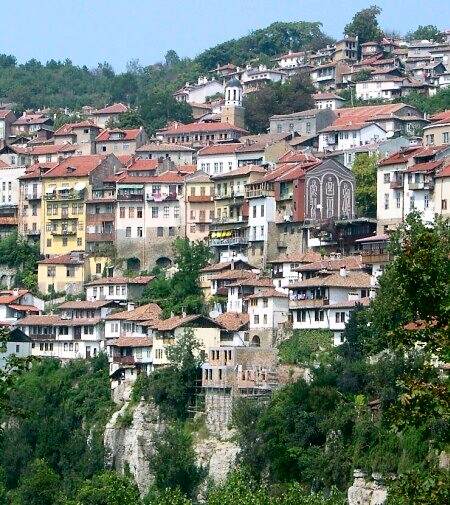
Altstadt von Weliko Tarnowo

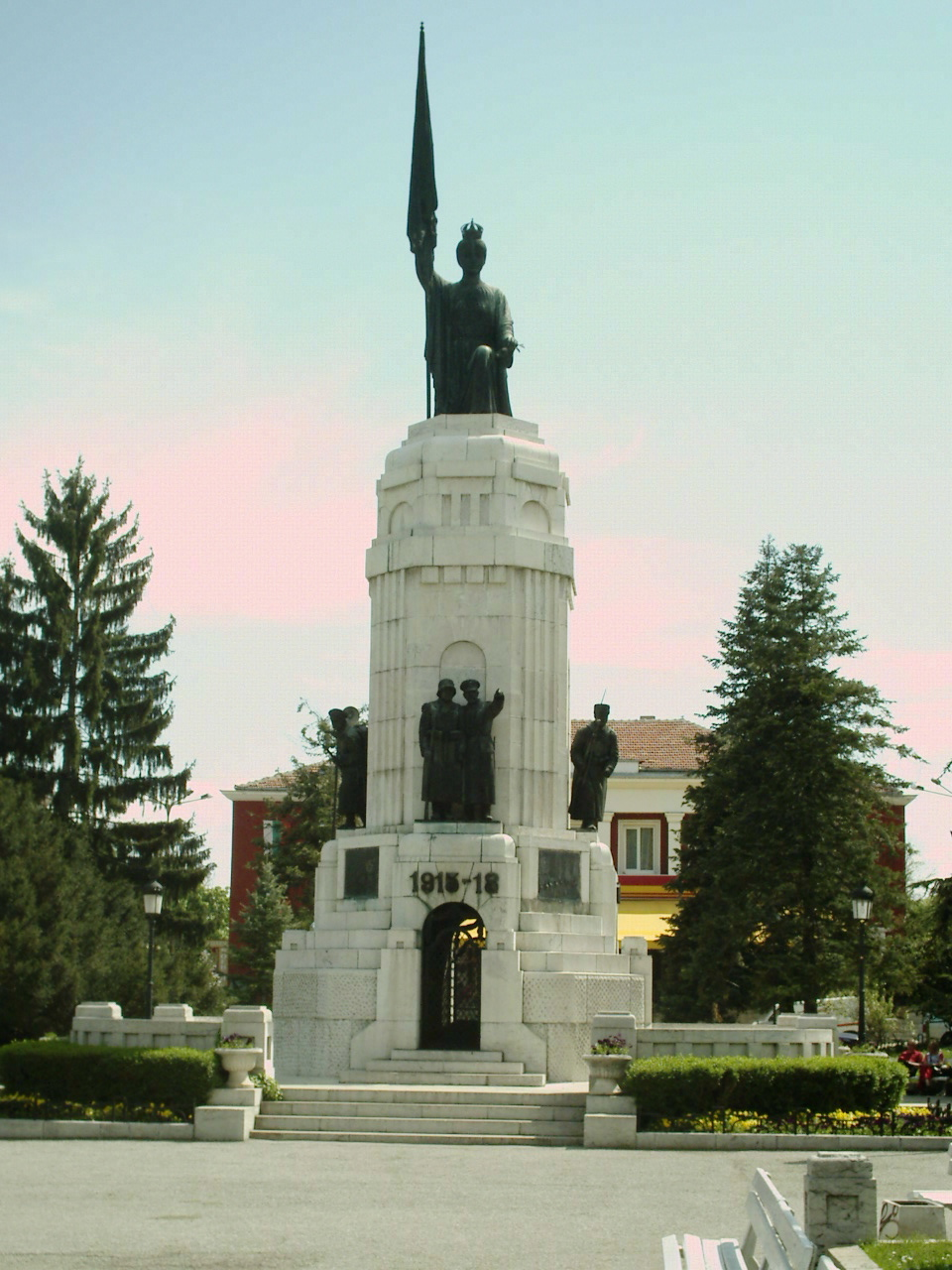
Kriegsdenkmal im Zentrum

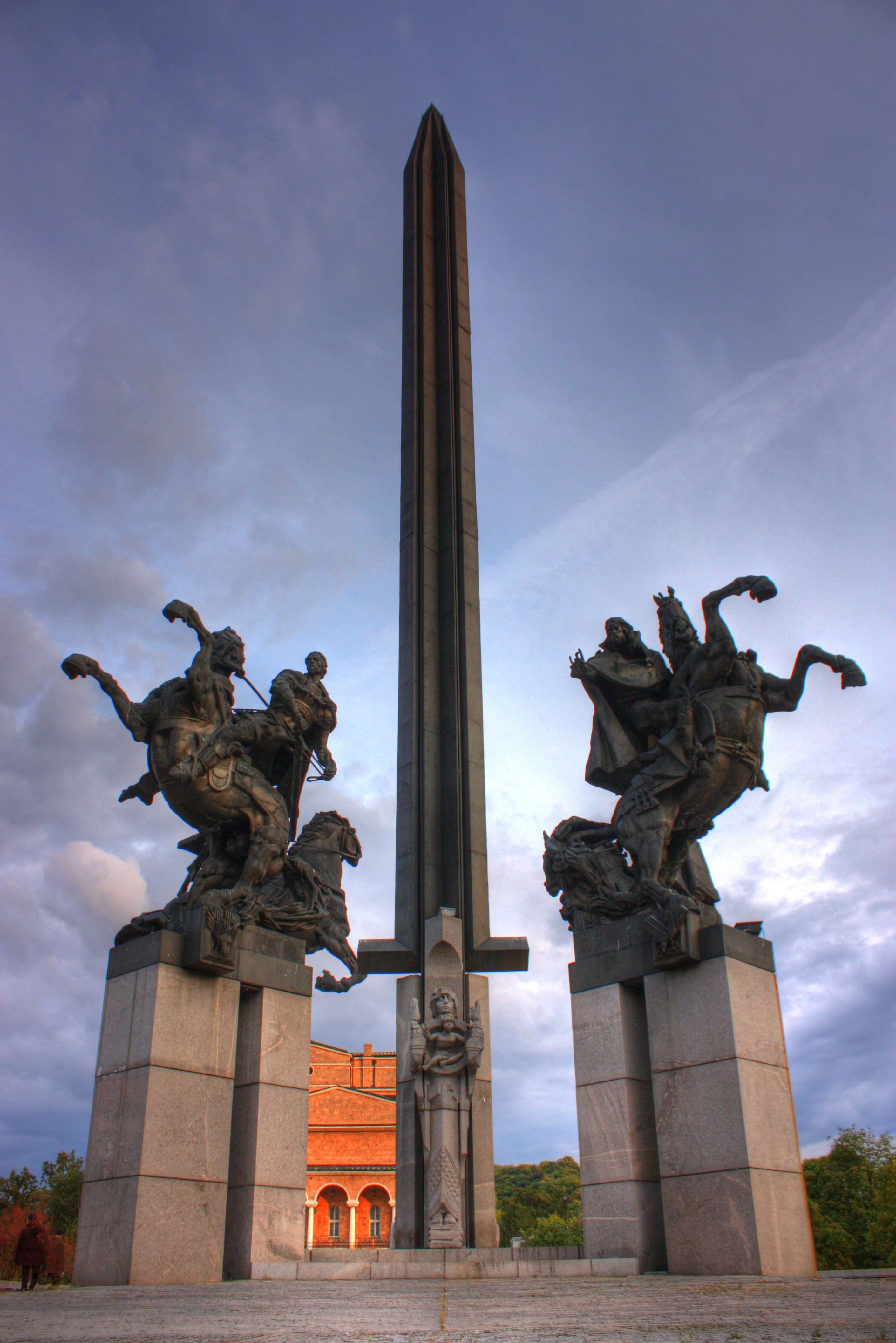
Denkmal für die Zarenfamilie Assen

### Profanbauten
- Bauwerke auf dem Zarewez-Hügel

Festung als Ruinenanlage mit restaurierter Festungsmauer und beeindruckendem Eingangstor, im Jahr 1945 freigelegt
Palast des bulgarischen Patriarchen, der sich hoch über den Zarenpalast erhebt. Die umbaute Fläche beträgt 3000 m². Das Zentrum wird beherrscht von der Himmelfahrts-Kirche (Vasnesenie Gospodne) mit einem Glockenturm, der bei den Sakralbauten auf dem Balkan selten anzutreffen ist.
- das Stadtgefängnis
- Wohnhäuser in der Altstadt mit schmalen Gassen, bemerkenswert darunter das Sarafkina-Haus (Haus des Geldwechslers)
- eine türkische Residenz (sog. Konak) aus dem Jahr 1872[8]

Spektakulär ist die moderne Stambolowija-Brücke hoch über dem Fluss. Das Interhotel von 1981 ist ein markantes Bauwerk des osteuropäischen Brutalismus.
27 Personendenkmale sind in ganz Tarnowo zu finden.

## Söhne und Töchter der Stadt
- Hl. Patriarch Euthymios von Tarnowo (~1325–~1403), Patriarch der Bulgarisch-Orthodoxen Kirche
- Grigorij Camblak (~1364–1450), Metropolit von Kiew und Litauen
- Rostislaw Stratimirowitsch (17./18. Jh.), Fürst
- Sawa Mutkurow (1852–1891), General
- Stefan Stambolow (1854–1895), Premierminister
- Iwan Fitschew (1860–1931), General
- Wassil Slatarski (1866–1935), Archäologe und Historiker
- Nikola Michow (1891–1945), Offizier, Mitglied des bulgarischen Regentenrats
- Konstantin Kisimow (1897–1965), Schauspieler
- Wiktorija Angelowa-Winarowa (1902–1947), Architektin
- Emilijan Stanew (1907–1979), Schriftsteller
- Spas Wenkoff (1928–2013), bulgarisch-österreichischer Opernsänger
- Nikolaj Owtscharow (* 1957), Archäologe und Historiker
- Krassimira Stojanowa (* 1962), Opernsängerin
- Nikolaj Nenowski (* 1963), Ökonom
- Wessela Letschewa (* 1964), Sportschützin und Politikerin
- Krassimir Balakow (* 1966), Fußballspieler und -trainer
- Iwajlo Kossakow (* 1977), Geistlicher und Theologe, Titularbischof von Agathopol und Vikar des Metropoliten von Sliwen
- Stanislaw Gentschew (* 1981), Fußballspieler
- Kotoōshū Katsunori (* 1983), Sumōringer in Japan
- Radoslawa Slawtschewa (* 1984), Fußballspielerin
- Tinko Banabakow (* 1994), Boxer
- Dejan Gemischew (* 1998), Diskuswerfer
- Ljubomir Epitropow (* 1999), Schwimmer

## Partnerstädte
Weliko Tarnowo unterhält mit folgenden zwanzig Städten eine Partnerschaft:
| Stadt              | Land                | seit |
| ------------------ | ------------------- | ---- |
| Asti               | Italien             | 1989 |
| Bayonne            | Frankreich          | 2005 |
| Bitola             | Nordmazedonien      | 2006 |
| Cetinje            | Montenegro          | 2006 |
| Colonia Tovar      | Venezuela           | 1992 |
| Golden             | Vereinigte Staaten  | 2000 |
| Iași               | Rumänien            | 2006 |
| Karak              | Jordanien           | 2009 |
| Krakau             | Polen               | 1975 |
| Menara, Marrakesch | Marokko             | 2001 |
| Niš                | Serbien             | 1973 |
| Ohrid              | Nordmazedonien      | 1998 |
| Poltawa            | Ukraine             | 1963 |
| Serres             | Griechenland        | 1988 |
| Sopron             | Ungarn              | 2002 |
| Tarxien            | Malta               | 2007 |
| Toledo             | Spanien             | 1983 |
| Twer               | Russland            | 1997 |
| Xi’an              | Volksrepublik China | 2006 |
| Zadar              | Kroatien            | 2008 |

## Galerie

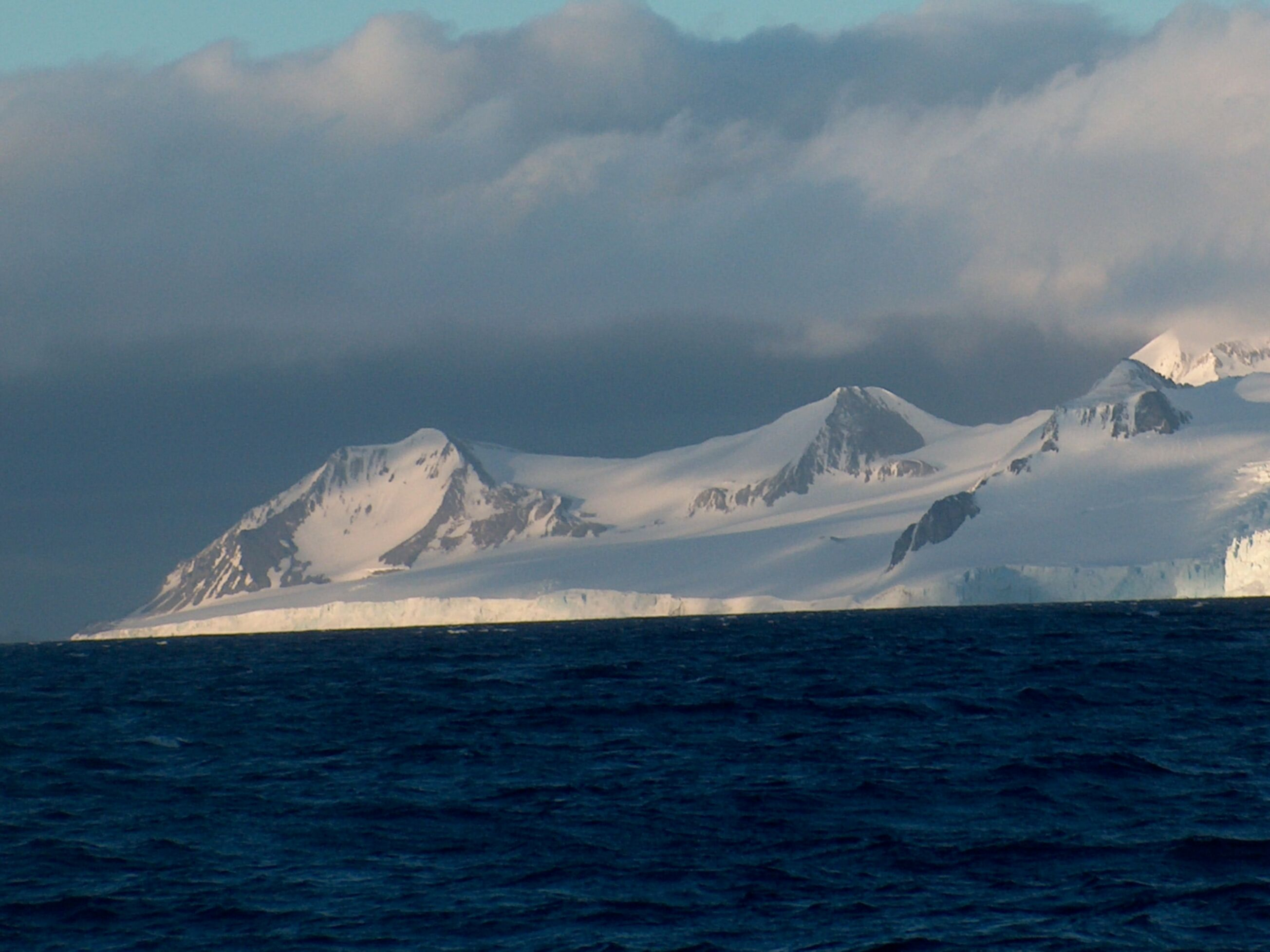
Berg Tarnovo auf Livingston-Insel
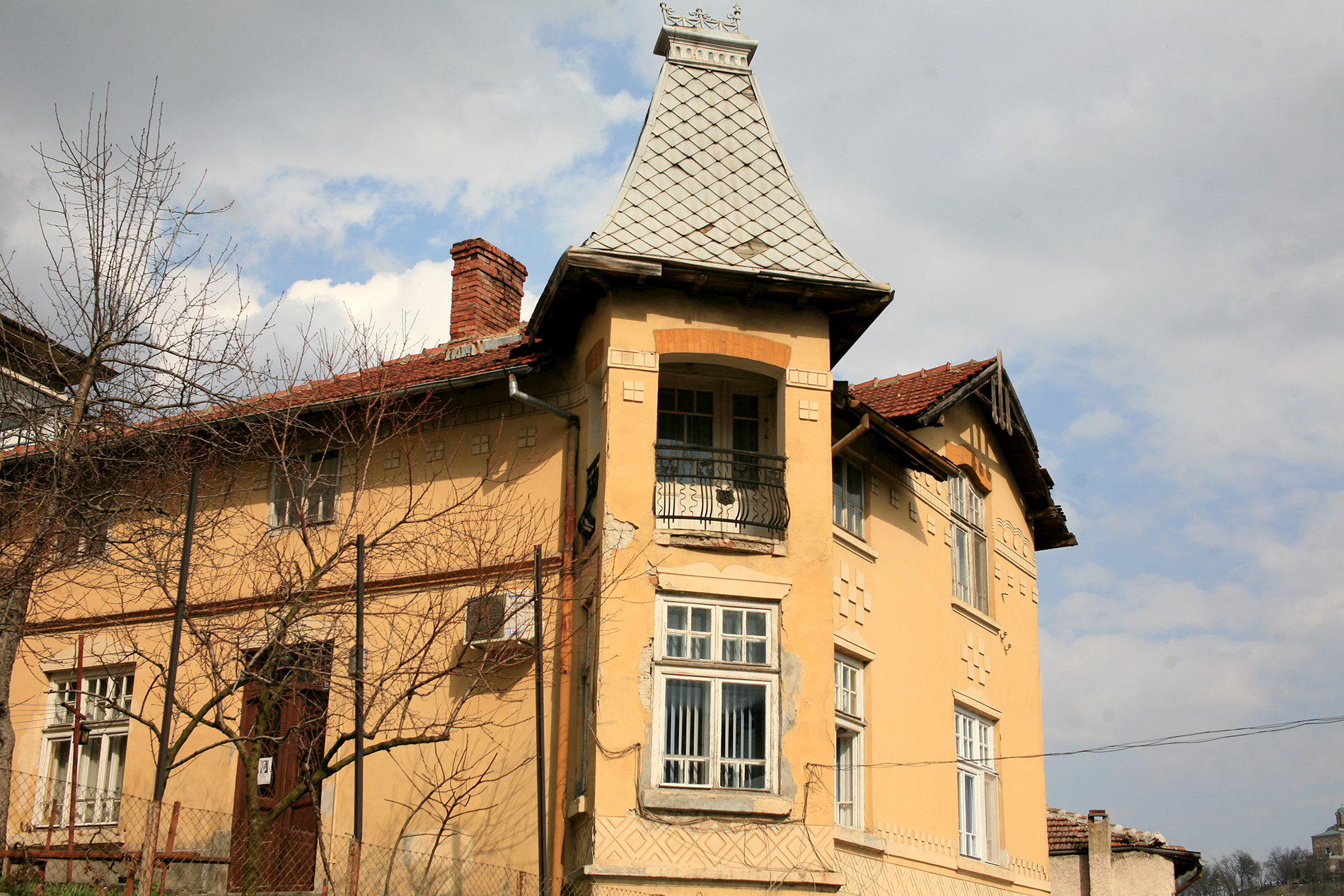
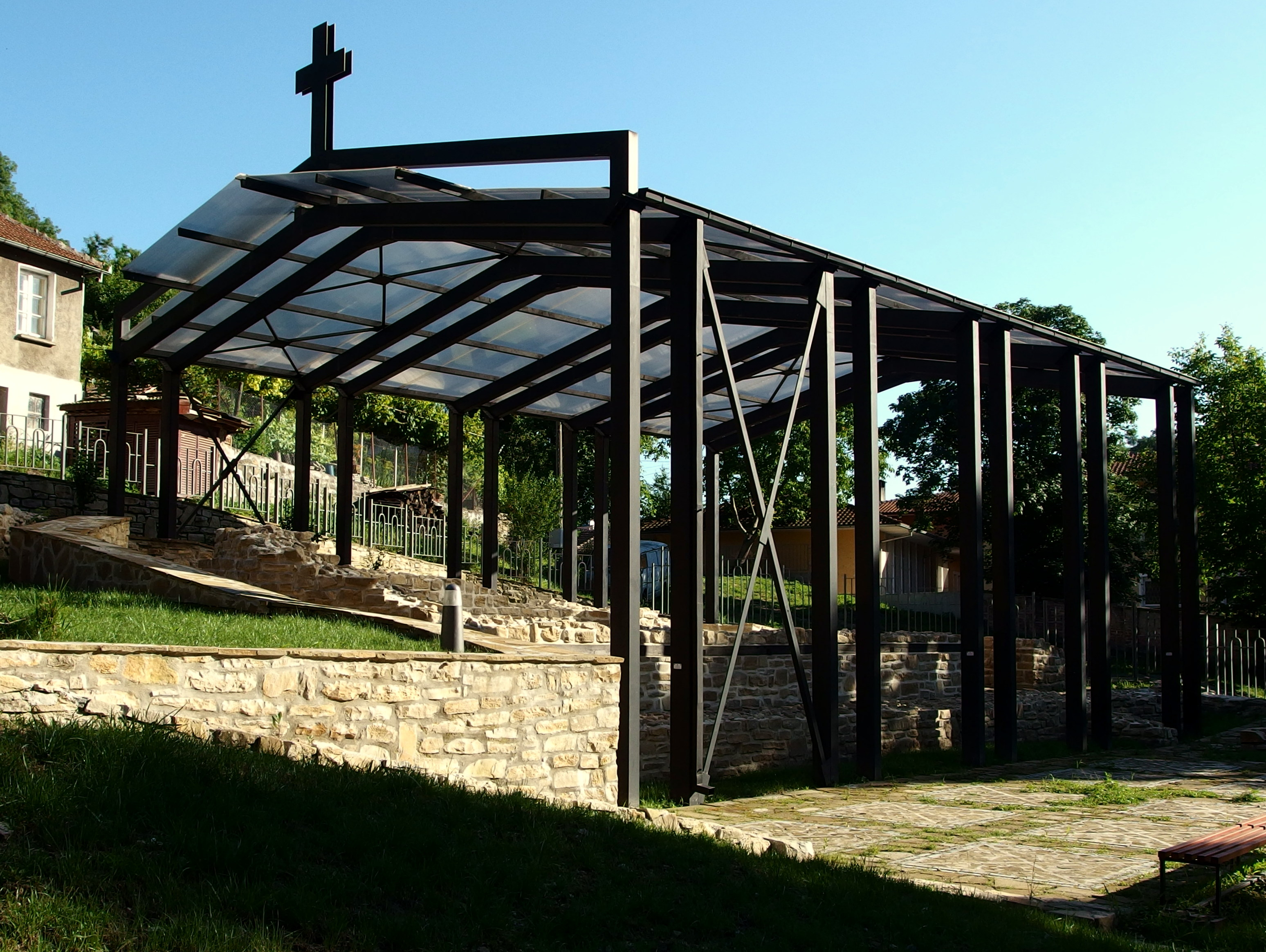
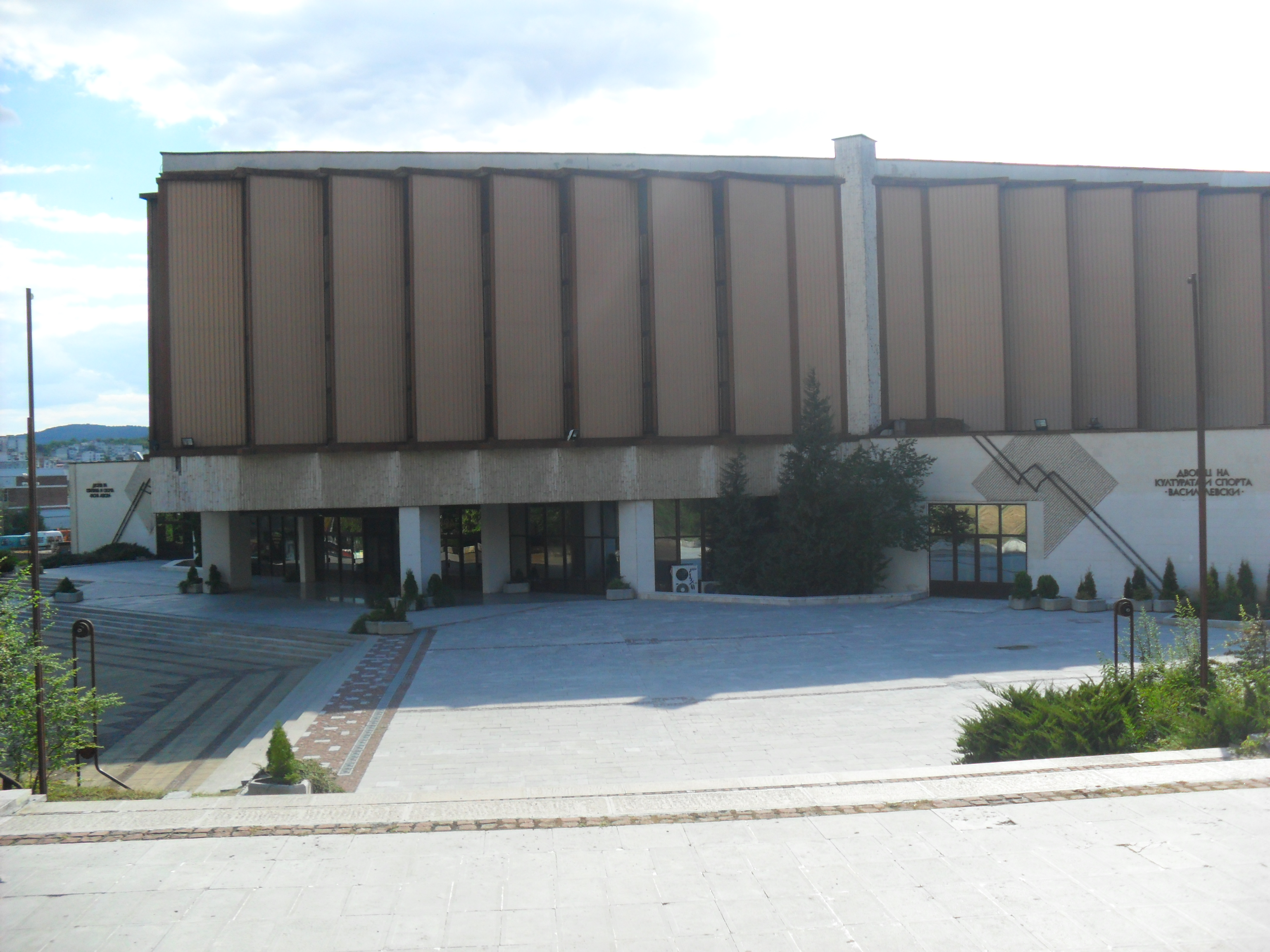
Kultur- und Sportpalast „Wasil Lewski“
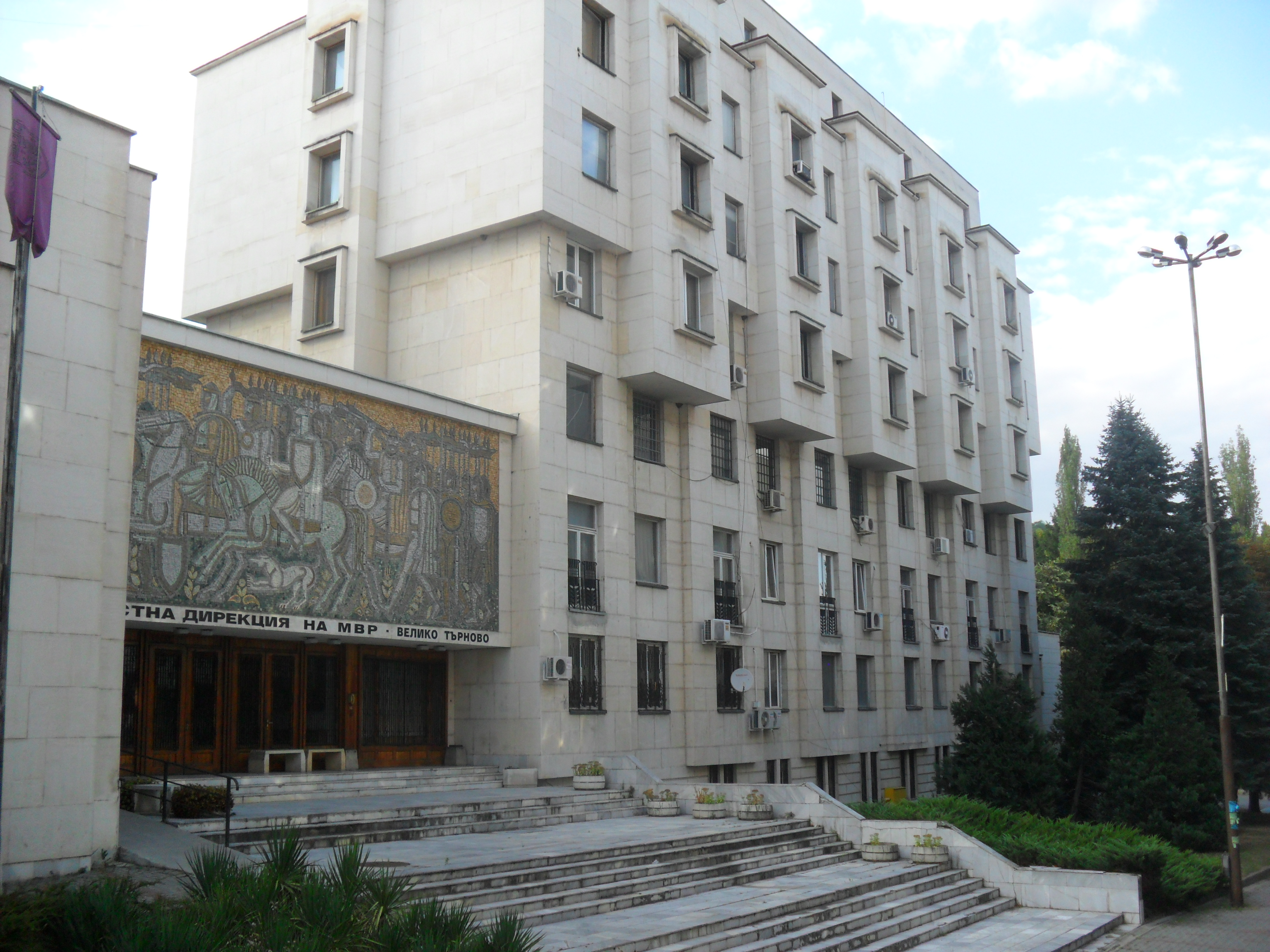
Regionaldirektion von MWR
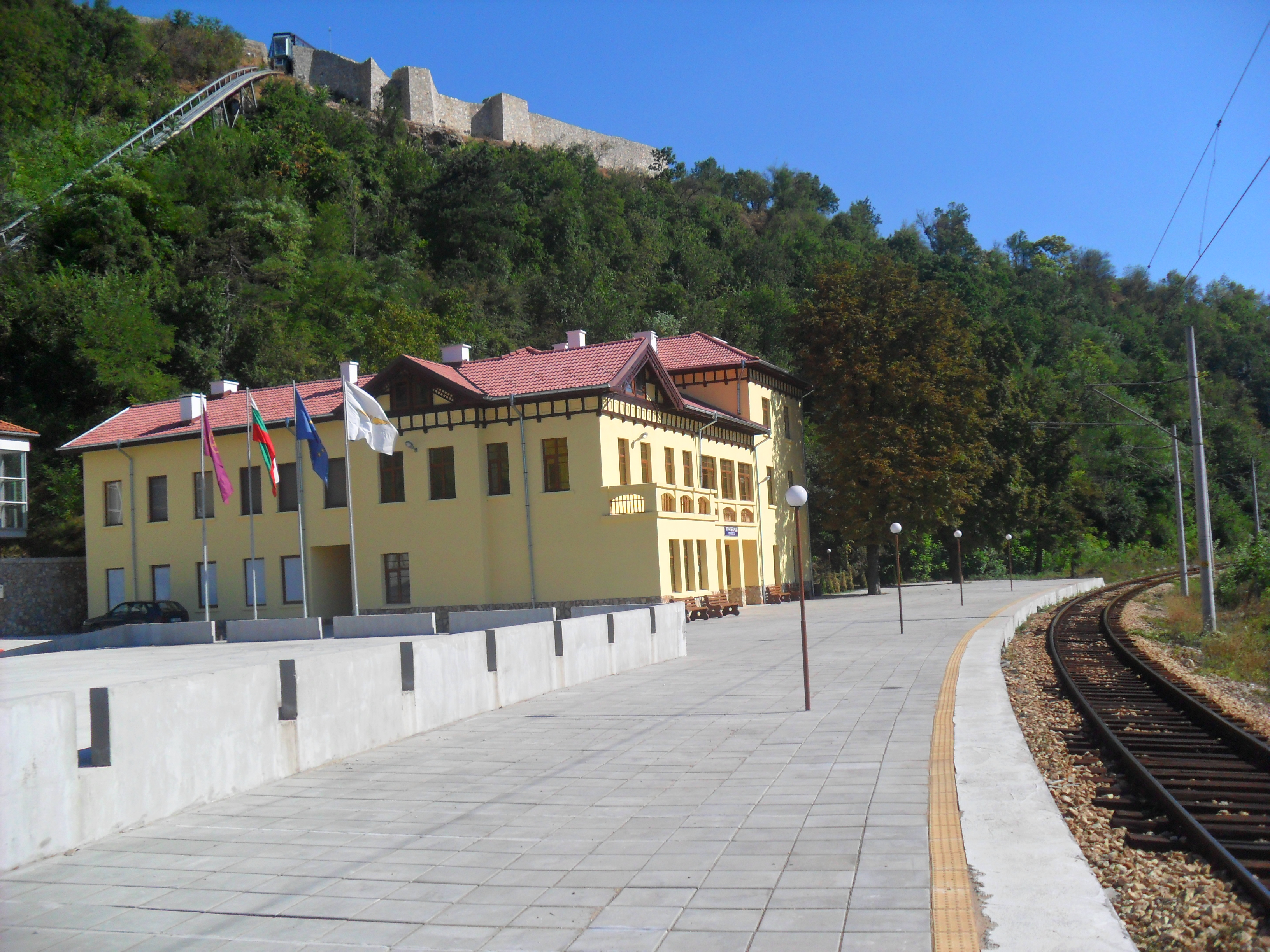
Bahnhof Trapezitsa
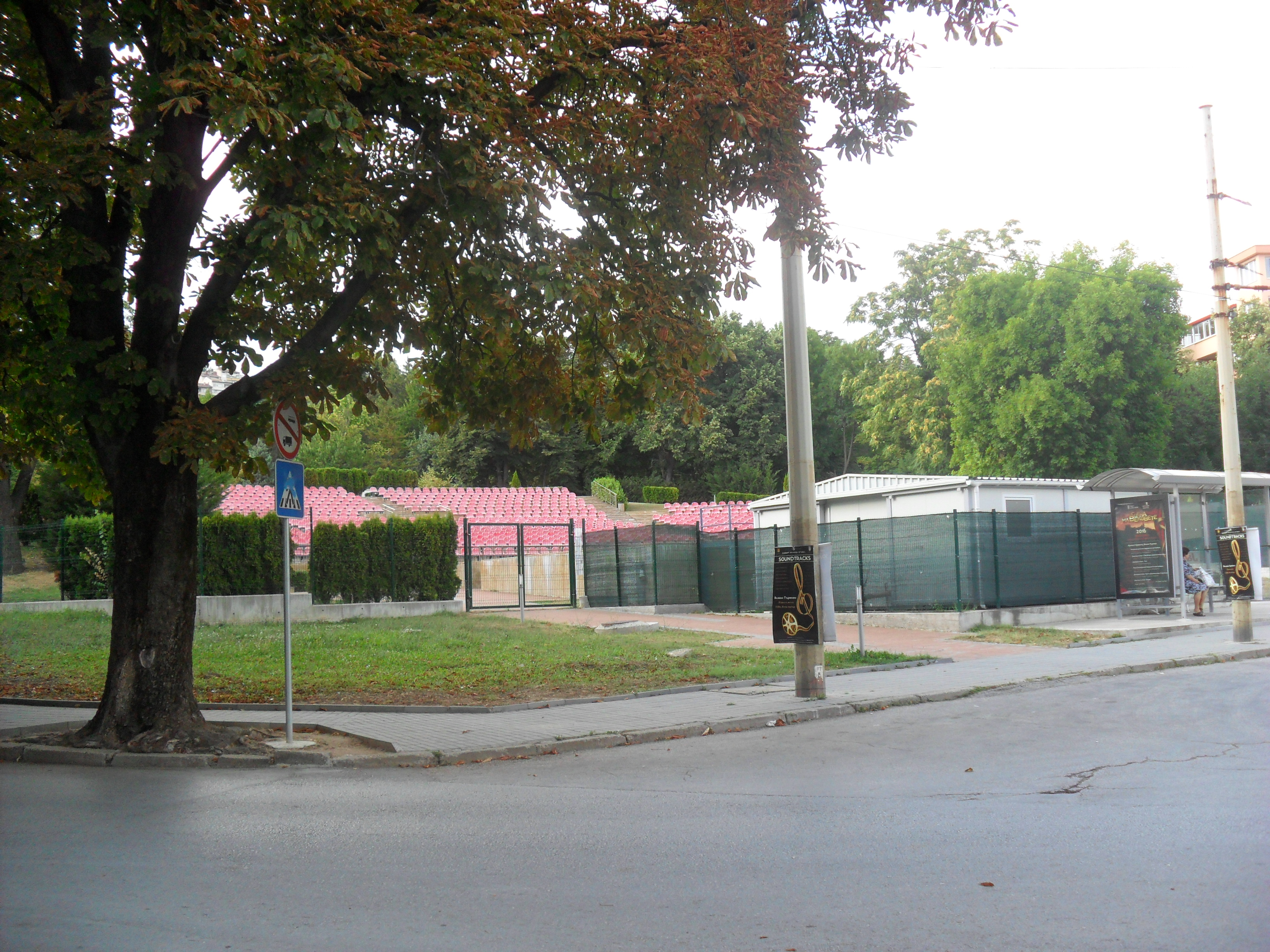
Sommer-Theater